# Bitwa pod Mołomotkami
Bitwa pod Mołomotkami – starcie zbrojne oddziału żołnierzy poakowskiej partyzantki antykomunistycznej z oddziałem Korpusu Bezpieczeństwa Wewnętrznego i Urzędu Bezpieczeństwa 13 kwietnia 1945 roku.

## Przebieg bitwy
Karna ekspedycja złożona z 40 żołnierzy KBW i funkcjonariuszy UB wracała z grupą aresztowanych osób szosą w kierunku Sokołowa Podlaskiego. W okolicach Mołomotek wpadła w zasadzkę przygotowaną przez oddział AK Edwarda Mazurczaka „Żubra”. W wyniku starcia zginęło 14 żołnierzy KBW i 3 funkcjonariuszy UB przy zerowych stratach własnych oddziału. Aresztowani zostali uwolnieni. Formalnie 13 kwietnia 1945 Armia Krajowa już była rozwiązana, jednak na tych terenach struktury AK działały bez zmian. Także KBW formalnie powstał po tej bitwie.

## Znaczenie bitwy
Wyjątkowy dla bitew tego okresu jest stosunek strat sił komunistycznych (17) do sił antykomunistycznych (0). Bitwa została upamiętniona pomnikiem postawionym w 1991 roku.